# Налдер, Реджи
Реджи Налдер (англ. Reggie Nalder; 4 сентября 1907 — 19 ноября 1991) — австрийский и американский актёр.

## Биография
Реджи Налдер родился в Вене, Австро-Венгрия. Он был сыном актёра и певца оперетты Зигмунда Нацлера (1862—1913). В юности он выступал в венских театрах, а с 1930 года — в кабаре Парижа. После Второй мировой войны он работал в немецкоязычной службе BBC.
В 1946 году Налдер снялся в фильме «Иерихон». Наибольшую известность ему принесли роли убийцы в фильме Альфреда Хичкока «Человек, который знал слишком много» (1956) и вампира Барлоу в экранизации романа Стивена Кинга «Салемские вампиры» (1979). Также он играл роли андорианского посла Шраса в эпизоде сериала «Звёздный путь: Оригинальный сериал» и коммуниста Гомела в шпионском фильме Джона Франкенхаймера «Маньчжурский кандидат» (1962).
Реджи Налдер умер от рака костей в Санта-Монике, Калифорния.